# Miroslav Abrahám
Miroslav Abrahám (4. června 1931, Repište – 10. ledna 2007, Banská Bystrica) byl slovenský ekonom.

## Život
V letech 1937-1943 navštěvoval obecnou školu ve svém rodném městě, Banské Štiavnici a Kozárovcích. Roku 1943 začal studovat na gymnáziu ve Zlatých Moravcích a v Levicích. Roku 1950 nastoupil na Vysokou školu ekonomickou v Bratislavě, roku 1979 se stal kandidátem věd a roku 1983 získal titul docenta.
Pracoval v Krajském národním výboru, v Středoslovenské cementárně v Banské Bystrici a jako oborný asistent Vysoké školy ekonomické. Od roku 1972 působil na Vysoké škole ekonomické v Banské Bystrici. Dva roky byl velvyslencem Československa v Holandském království (1990-1991).
Byl autorem řady odborných monografií, publikoval mnoho učebních textů a studií v odborných časopisech o statistických metodách a o demografii.